# Хаверман, Маргарета
Маргарета Хаверман (около 1693, Бреда — после 1723, возможно, Париж) — голландская художница, некоторое время работавшая во Франции, автор натюрмортов.

## Биография
Маргарета Хаверман родилась в Бреде, и была дочерью Даниэля Хавермана, капитана голландской армии, который затем переехал в Амстердам, чтобы стать там директором школы для мальчиков.
Маргарета Хаверман — ученица Яна ван Хёйсума, который согласился обучить её искусству рисования натюрмортов, несмотря на то что в те годы занятие женщин рисованием не было принято. В 20-страничной биографии Яна ван Хейсума, написанной художником-современником Яном ван Гулом, единственная женщина, которую он упомянул — это Хаверман.
Маргарета Хаверман вышла замуж за архитектора Жака де Мондотеги, вдовца, имевшего детей от первого брака, в Амстердаме 25 июля 1721 года и вскоре после этого переехала вместе с ним в Париж. Там она стала членом Королевской академии живописи в 1722 году. Она была второй в истории женщиной-членом Академии. Год спустя, в 1723 году, она была исключена из Академии, потому что  возникло подозрение в том, что её приемная работа была написана Яном ван Хёйсумом.
Старые источники противоречат друг другу с этого момента. Согласно некоторым из них, она умерла вскоре после этого в возрасте 29 лет, но возможно, что это указание ошибочно. Согласно другому источнику, она поехала с мужем в Байонну. В 1730 году там была зарегистрирована жена де Мондотеги, но её имя не упоминается. После смерти Мондотеги в 1739 году его жена покинула Байонну.
Хотя её работы регулярно упоминаются в старинных описях, сегодня известны только два подписанных натюрморта: один, «Ваза с цветами» (1716) находится в Метрополитен-музее, а другой — в Государственном музее искусств в Копенгагене.

## Галерея

Натюрморты Маргареты Хаверман
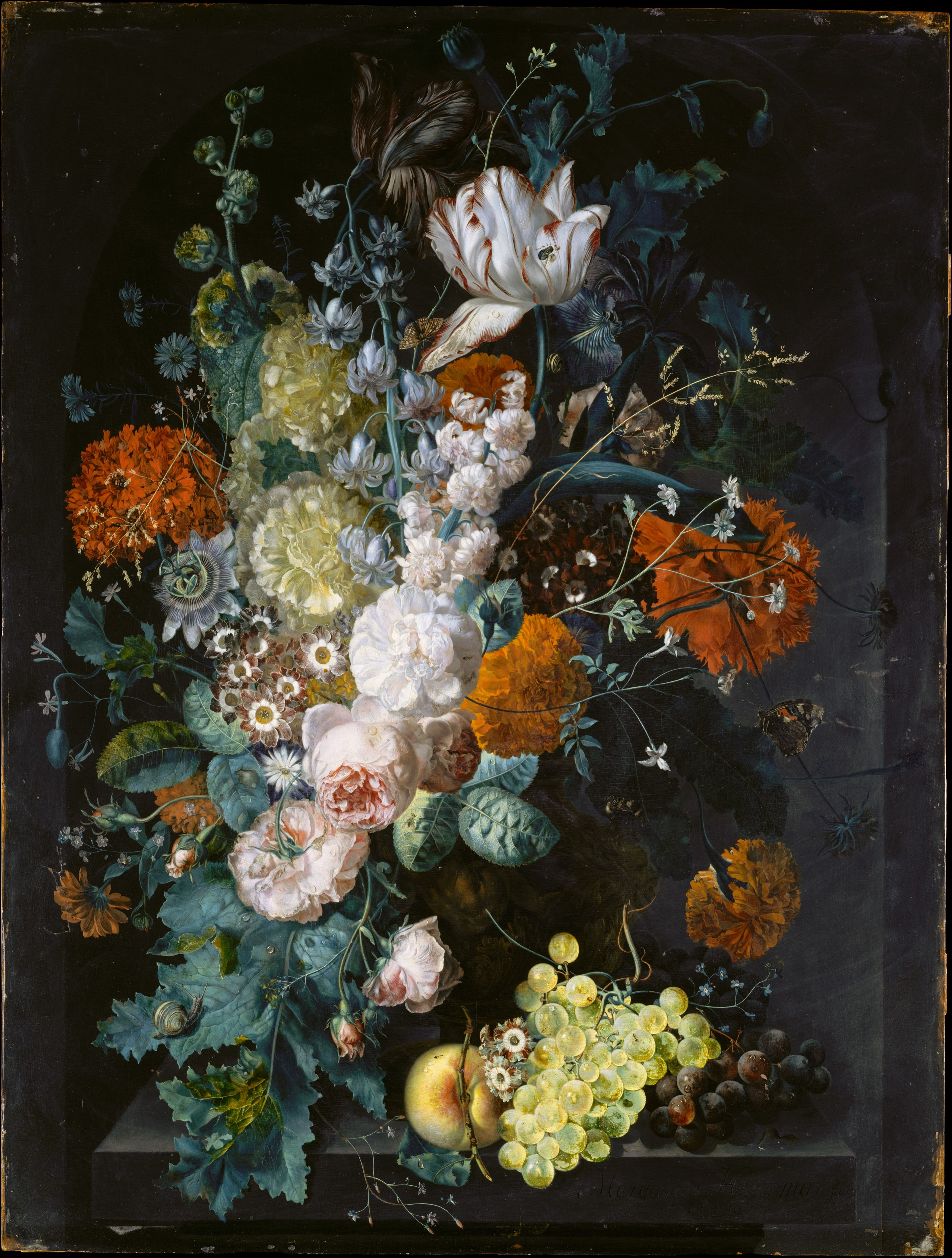
«Ваза с цветами» (1716). Метрополитен-музей, Нью-Йорк.
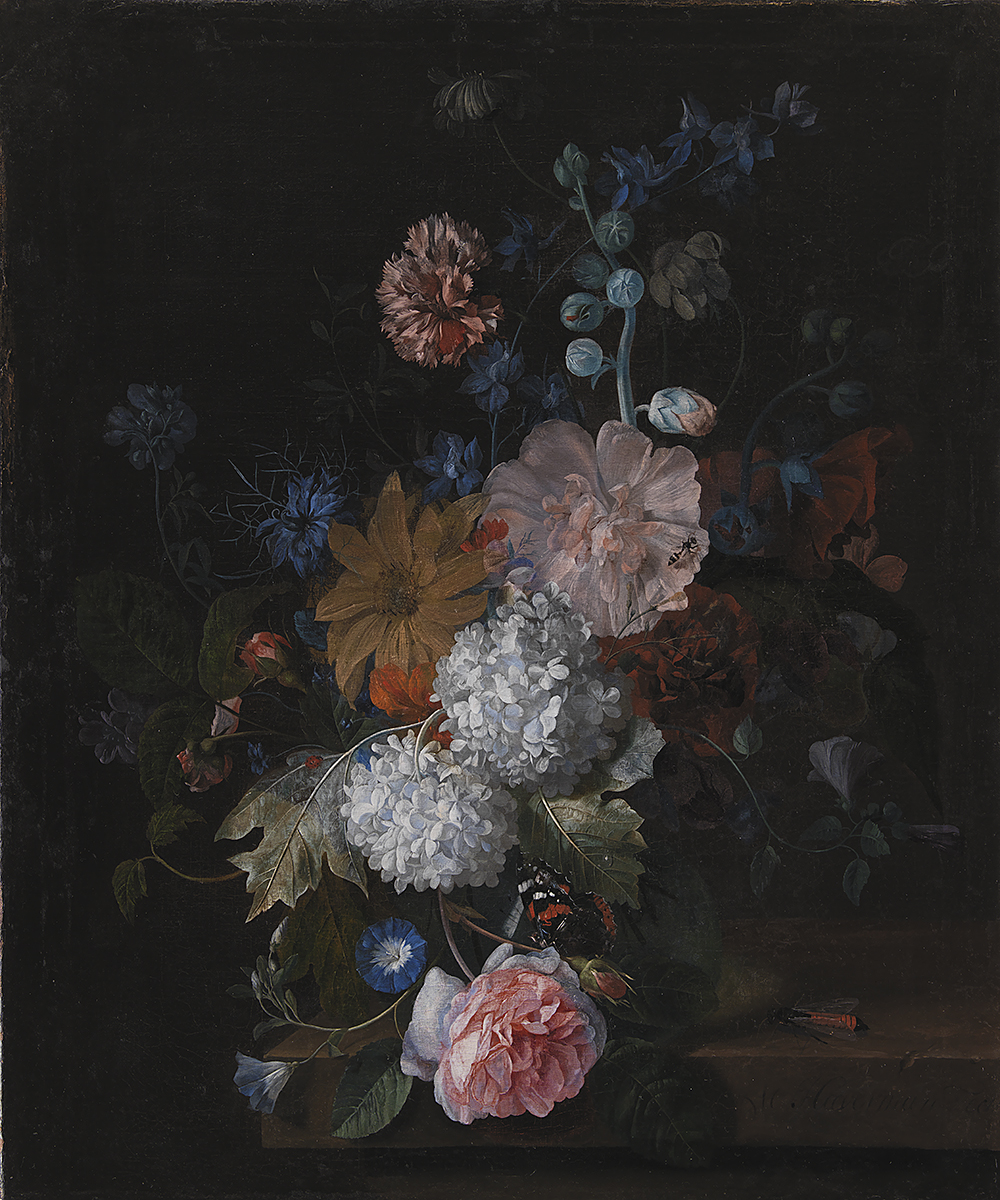
«Цветочный натюрморт с бабочкой и другими насекомыми». Государственный музей искусств, Копенгаген.